# Лаубен
Лаубен (нім. Lauben) — громада в Німеччині, знаходиться в землі Баварія. Підпорядковується адміністративному округу Швабія. Входить до складу району Оберальгой.
Площа — 8,41 км2. Населення становить 3498 ос. (станом на 31 грудня 2020).